# Offignies
Offignies – miejscowość i gmina we Francji, w regionie Hauts-de-France, w departamencie Somma.
Według danych na rok 1990 gminę zamieszkiwało 81 osób, a gęstość zaludnienia wynosiła 18 osób/km² (wśród 2293 gmin Pikardii Offignies plasuje się na 916. miejscu pod względem liczby ludności, natomiast pod względem powierzchni na miejscu 923.).